# Préfecture d'Aksou
Cette page contient des caractères spéciaux ou non latins. S’ils s’affichent mal (▯, ?, etc.), consultez la page d’aide Unicode.
La préfecture d'Aksou (阿克苏地区 ; pinyin : Ākèsū Dìqū ; ouïghour : ئاقسۇ ۋىلايىت / Aksu Vilayiti) est une subdivision administrative de la région autonome du Xinjiang en Chine. Son chef-lieu est la ville d'Aksou.

## Démographie
La population est constituée à environ 72 % de Ouïghours, et à 27 % de Hans.
La population de la préfecture était estimée à 2 141 000 habitants en 2000 et à 2 190 000 habitants en 2004, et celle de la ville d'Aksou à 386 379 habitants en 2007.

## Transports
Aksou est située à plus de 800 km par la route de la capitale provinciale Ürümqi. Il existe trois vols quotidiens de la compagnie China Southern Airlines entre l'aéroport d'Aksou (code AITA AKU) et Ürümqi.

## Subdivisions administratives
La préfecture d'Aksou exerce sa juridiction sur neuf subdivisions - une ville-district et huit xian :
- la ville d'Aksou - 阿克苏市 Ākèsū Shì ;
- le xian de Wensu - 温宿县 Wēnsù Xiàn ;
- le xian de Kucha - 库车县 Kùchē Xiàn ;
- le xian de Shayar - 沙雅县 Shāyǎ Xiàn ;
- le xian de Toksu - 新和县 Xīnhé Xiàn ;
- le xian de Baicheng - 拜城县 Bàichéng Xiàn ;
- le xian d'Uqturpan - 乌什县 Wūshí Xiàn ;
- le xian d'Awat - 阿瓦提县 Āwǎtí Xiàn ;
- le xian de Kalpin - 柯坪县 Kēpíng Xiàn.